# Sovjetsk (oblast Kaliningrad)
Sovjetsk (Russisch: Советск; Duits tot 1946: Tilsit; Litouws: Tilžė) is een stad in Rusland: ze is met bijna 42.000 inwoners (2010) de tweede stad in de oblast Kaliningrad, gelegen op de linkeroever van de Memel die de grens met Litouwen vormt. De stad heeft een rivierhaven en is een spoorwegknooppunt.

## Geschiedenis
De stad ontstond aan het eind van de 13e eeuw rond een kasteel van de Duitse Orde. Tot de Tweede Wereldoorlog behoorde de stad onder de naam Tilsit tot het Duitse Oost-Pruisen. Op 7 september 1946 kreeg de stad de huidige naam.
In Tilsit werd in 1807 op een vlot in de Memel de Vrede van Tilsit gesloten door tsaar Alexander I van Rusland en de Franse keizer Napoleon. Rusland erkende het hertogdom Warschau, samengesteld uit Pruisische gebieden, geregeerd door de koning van Saksen. Danzig werd een vrije stad met een Frans garnizoen. 
Drie dagen voor het tekenen van dit vredesverdrag probeerde de Pruisische koningin Louise (1776-1810) in een privé-gesprek Napoleon te bewegen zijn voorwaarden voor haar land te verzachten. Zonder resultaat, maar ze maakte zich er bij de Pruisen erg geliefd mee. Ook in het hedendaagse Duitsland is koningin Louise nog altijd populair.
De bekendste bezienswaardigheid van Sovjetsk is de Koningin Louisebrug uit 1906, waarvan het portaal op de linkeroever de Tweede Wereldoorlog heeft overleefd. Tijdens de oorlog werd 60% van de gebouwen van de stad verwoest. Veel gebouwen die de oorlog hadden overleefd werden daarna door de Russen alsnog gesloopt.
De naam Tilsit is ook verbonden met een bekende kaassoort: de tilsiter. Het recept van deze kaas werd in 1890 door kaasmakers uit Thurgau (Zwitserland) vanuit Tilsit meegenomen naar huis. In Sovjetsk wordt de kaas tegenwoordig nog gemaakt onder de namen sovjetski en tilsitski syr.
De oude naam Tilsit leeft onder meer verder voort in de naam van radiozender Tilsitskaja Wolna en van het theater Tilsit-Teatr.

## Partnersteden
- Bełchatów (Polen)

## Geboren
- Max von Schenkendorf (1783-1817), Duits schrijver
- Johannes Bobrowski (1917-1965), Duits schrijver en dichter
- Armin Mueller-Stahl (1930), Duits acteur
- Edgar Froese (1944-2015), Duits musicus, oprichter van de band Tangerine Dream
- John Kay (1944), Duits-Canadese zanger van de band Steppenwolf

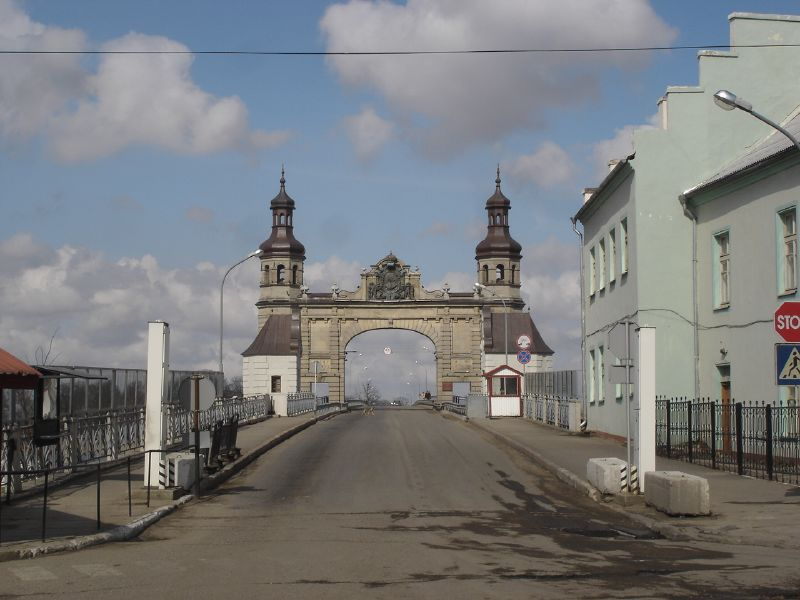
De Koningin Louisebrug te Sovjetsk

Bestuurlijk centrum: Kaliningrad

Bagrationovsk · Baltiejsk · Goerjevsk · Goesev · Gvardejsk · Krasnoznamensk · Ladoesjkin · Lozovoje · Mamonovo · Neman · Nesterov · Ozjorsk · Pionerski · Polessk · Pravdinsk · Slavsk · Sovjetsk · Svetlogorsk · Svetly · Tsjernjachovsk · Vesjoloje · Zelenogradsk